# Sida jussieana
Sida jussieana är en malvaväxtart som beskrevs av Dc.. Sida jussieana ingår i släktet sammetsmalvor, och familjen malvaväxter. Inga underarter finns listade i Catalogue of Life.